# Resolució 1551 del Consell de Seguretat de les Nacions Unides
La Resolució 1551 del Consell de Seguretat de les Nacions Unides fou adoptada per unanimitat el 9 de juliol de 2004. Després de recordar les resolucions 1031 (1995), 1088 (1996), 1423 (2002) i 1491 (2003) sobre els conflictes a l'antiga Iugoslàvia, el Consell va ampliar el mandat de la Força d'Estabilització (SFOR) a Bòsnia i Hercegovina per un nou període de sis mesos i dona la benvinguda al desplegament d'EUFOR Althea a la fi del mandat de la SFOR.

## Resolució

### Observacions
El Consell de Seguretat va subratllar la importància de l'aplicació de l'acord de Dayton i va acollir les contribucions de la SFOR, l'Organització per a la Seguretat i la Cooperació a Europa i altres organitzacions internacionals. La situació va continuar constituint una amenaça per a la pau i la seguretat i el Consell estava decidit a promoure una solució pacífica del conflicte. A més, va assenyalar que la Unió Europea tenia la intenció de llançar una missió de seguiment amb un component militar a partir de desembre de 2004.

### Actes
Actuant ambsota el Capítol VII de la Carta de les Nacions Unides, el Consell recorda a les parts en l'acord de Dayton la seva responsabilitat d'aplicar l'acord. Va subratllar el paper de l'Alt Representant per a Bòsnia i Hercegovina per supervisar la seva implementació. També va concedir importància a la cooperació amb el Tribunal Penal Internacional per a l'antiga Iugoslàvia.
El Consell de Seguretat va felicitar els països que participaven en la SFOR i els va autoritzar a continuar les seves operacions durant sis mesos addicionals; al mateix temps que va acollir amb beneplàcit l'establiment d'una missió de seguiment des de desembre de 2004 per la Unió Europea. També va autoritzar l'ús de mesures necessàries, incloent l'ús de la força i defensa pròpia, per assegurar el compliment dels acords i la seguretat i la llibertat de moviment del personal de la SFOR. Tots els acords s'aplicaran a la missió de seguiment.
La resolució també va donar la benvinguda al desplegament de la Missió de Policia des de l'1 de gener de 2003, que havia reemplaçat la Missió de les Nacions Unides a Bòsnia i Hercegovina. Finalment, va demanar al Secretari General Kofi Annan que informés sobre el progrés realitzat per les parts cap a l'aplicació dels seus acords de pau.